# مایکل اوتو
مایکل اوتو، (به انگلیسی: Michael Otto) (زاده ۱۲ آوریل ۱۹۴۳) کارآفرین، سرمایه‌دار و مدیر ارشد اجرایی آلمانی-لهستانی است، که مالک گروه اوتو می‌باشد. وی در ماه مارس ۲۰۱۴ با دارایی خالص ۱۸٫۴ میلیارد دلار از سوی مجله فوربز به‌عنوان چهارمین فرد ثروتمند آلمان شناخته شد.